# Ättartavlor
Ättartavlor eller Ättartal är det inom genealogin som presenterar stamtavlor i släktled. 
Ättartavlor vanligt för samtliga medlemmar genom tiderna i adliga ätterna. Innehållet bygger på de av riddarhusgenealogen kontinuerligt uppdaterade manuellt förda stamtavlorna på riddarhusets genealogiska avdelning. I Sverige har bland annat Gabriel Anrep och Gustaf Elgenstierna utgivit sådana arbeten.
Elgenstiernas arbete Den introducerade svenska adelns ättartavlor (1925–1936) i nio band är det adelsbiografiska standardverket i Sverige. För varje person finns uppgift om födelse och död, äktenskap och karriär med mera, och alla personer är insatta i sitt genealogiska sammanhang inom respektive ätt. 
År 1875 utgav Bernhard Schlegel och Carl Arvid Klingspor ättartavlor över i Sverige levande ointroducerad adel. Förteckningar över adelns nu levande medlemmar sker i adelskalendern, som utkommer kontinuerligt med några års mellanrum.
I Finland utgav riddarhusgenealogen Tor Carpelan Ättartavlor för de på Finlands riddarhus inskrivna efter 1809 adlade, naturaliserade eller adopterade ätterna (1942) och Ättartavlor för de på Finlands riddarhus inskrivna ätterna i tre band (1954-1965). Personreigster av Arne Ekman utkom i en särskild volym 1966. Åren 2017–2018 utkom en ny upplaga i två band under riddarhusgenealogen Johanna Aminoff-Winberg.